# Skeleton vid olympiska vinterspelen 2018
Skeleton vid olympiska vinterspelen 2018 arrangerades i Alpensia isbanecenter i Pyeongchang i Sydkorea. Totalt avgjordes 2 grenar.

## Medaljsammanfattning
| Gren               | Guld                         | Guld                         | Silver                                            | Silver                                            | Brons                          | Brons                          |
| ------------------ | ---------------------------- | ---------------------------- | ------------------------------------------------- | ------------------------------------------------- | ------------------------------ | ------------------------------ |
| Herrar Detaljer... | Yun Sung-bin Sydkorea        | Yun Sung-bin Sydkorea        | Nikita Tregubov Olympiska idrottare från Ryssland | Nikita Tregubov Olympiska idrottare från Ryssland | Dominic Parsons Storbritannien | Dominic Parsons Storbritannien |
| Damer Detaljer...  | Lizzy Yarnold Storbritannien | Lizzy Yarnold Storbritannien | Jacqueline Lölling Tyskland                       | Jacqueline Lölling Tyskland                       | Laura Deas Storbritannien      | Laura Deas Storbritannien      |

## Medaljtabell
| Pl. | Nation                            | Guld | Silver | Brons | Totalt |
| --- | --------------------------------- | ---- | ------ | ----- | ------ |
| 1   | Storbritannien                    | 1    | 0      | 2     | 3      |
| 2   | Sydkorea                          | 1    | 0      | 0     | 1      |
| 3   | Olympiska idrottare från Ryssland | 0    | 1      | 0     | 1      |
| 3   | Tyskland                          | 0    | 1      | 0     | 1      |
|     | Totalt                            | 2    | 2      | 2     | 6      |

### Fotnoter
1. ↑  ”Skeleton” (på engelska). Pyeongchang 2018 Sport. Arkiverad från originalet den 18 maj 2017. https://web.archive.org/web/20170518083609/https://www.pyeongchang2018.com/en/olympicstory/sports/sliding/skeleton/view. Läst 1 maj 2017.
2. ↑  ”Skeleton - Men” (på engelska). Pyeongchang 2018. https://www.pyeongchang2018.com/en/game-time/results/OWG2018/resOWG2018/pdf/OWG2018/SKN/OWG2018_SKN_C73B2_SKNMSINGLES-----------------------.pdf. Läst 16 februari 2018.
3. ↑  Skeleton - Women. pyeongchang2018.com. Läst 17 februari 2018.